# 365 дана: Овај дан
365 дана: Овај дан (пољ. 365 Dni: Ten Dzień) пољски је еротски трилер из 2022. године, у режији Барбаре Бјаловонс и Томаша Мандеса. Наставак је филма 365 дана (2020), а темељи се на истоименом роману из трилогије Бланке Липинске. Главне улоге глуме: Ана-Марија Сјеклуцка, Микеле Мороне и Магдалена Лампарска.
Приказан је 27. априла 2022. године за Netflix. Као и свој претходник, добио је негативне рецензије критичара. Наставак, Још 365 дана, приказан је 19. августа 2022. године.

## Радња
Филм почиње венчањем Масима и Лауре. Лаура је изгубила бебу због несреће која се догодила у финалним сценама претходног филма. Обоје су срећни све док Лаура не почне да се досађује јер нема шта да ради док је Масимо заузет послом. Свакодневне расправе терају њен ум да се посвети Начу, Масимовом баштовану. Једне ноћи на забави у Масимовој кући, Лаура затиче Масима који води љубав са својом бившом девојком, Аном. Она је сломљена и напушта забаву, где наилази на Нача. Они заједно одлазе на острво. У међувремену, Масимо је збуњен оним што се догодило и почиње да тражи Лауру. Лаура почиње да ужива у свом животу на острву и истовремено машта о сексу са Начом.

## Улоге
| Глумац               | Улога           |
| -------------------- | --------------- |
| Ана-Марија Сјеклуцка | Лаура Бјел      |
| Микеле Мороне        | Масимо Торичели |
| Магдалена Лампарска  | Олга            |
| Отар Саралидзе       | Доменико        |
| Симоне Сусина        | Начо            |
| Наташа Урбањска      | Ана             |

## Производња
Снимање је почело у мају 2021. године у областима око Италије и Пољске, са тим да ће Сјеклуцка и Лампарска поновити своје улоге. Првобитно је планирано да производња почне 2020. године, на Сицилији и у Пољској, али је одложена због пандемије ковида 19. У фебруару 2021. потврђено је да ће Микеле Мороне поновити своју улогу.

## Приказивање
Приказан је 27. априла 2022. године за .

## Наставак
Планови за наставак, под насловом Још 365 дана, одложени су због пандемије ковида 19. У мају 2021. објављено је да је Netflix почео са снимањем наставка који би требало бити приказан током 2022. године. Потврђено је да ће Мороне, Сјеклуцка и Лампарска поновити своје улоге. Приказан је 19. августа 2022. године.